# هنري ميدلتون (سياسي)
هنري ميدلتون (بالإنجليزية: Henry Middleton)‏ هو سياسي أمريكي وبريطاني (وحمل سابقاً جنسية مملكة بريطانيا العظمى)، ولد في 1717 في الولايات المتحدة، وتوفي في 13 يونيو 1784 في نفس البلد. انتخب رئيس الكونغرس القاري (22 أكتوبر 1774 – 26 أكتوبر 1774) وانتخب عضو مجلس ولاية كارولاينا الجنوبية.